# 四洲集團

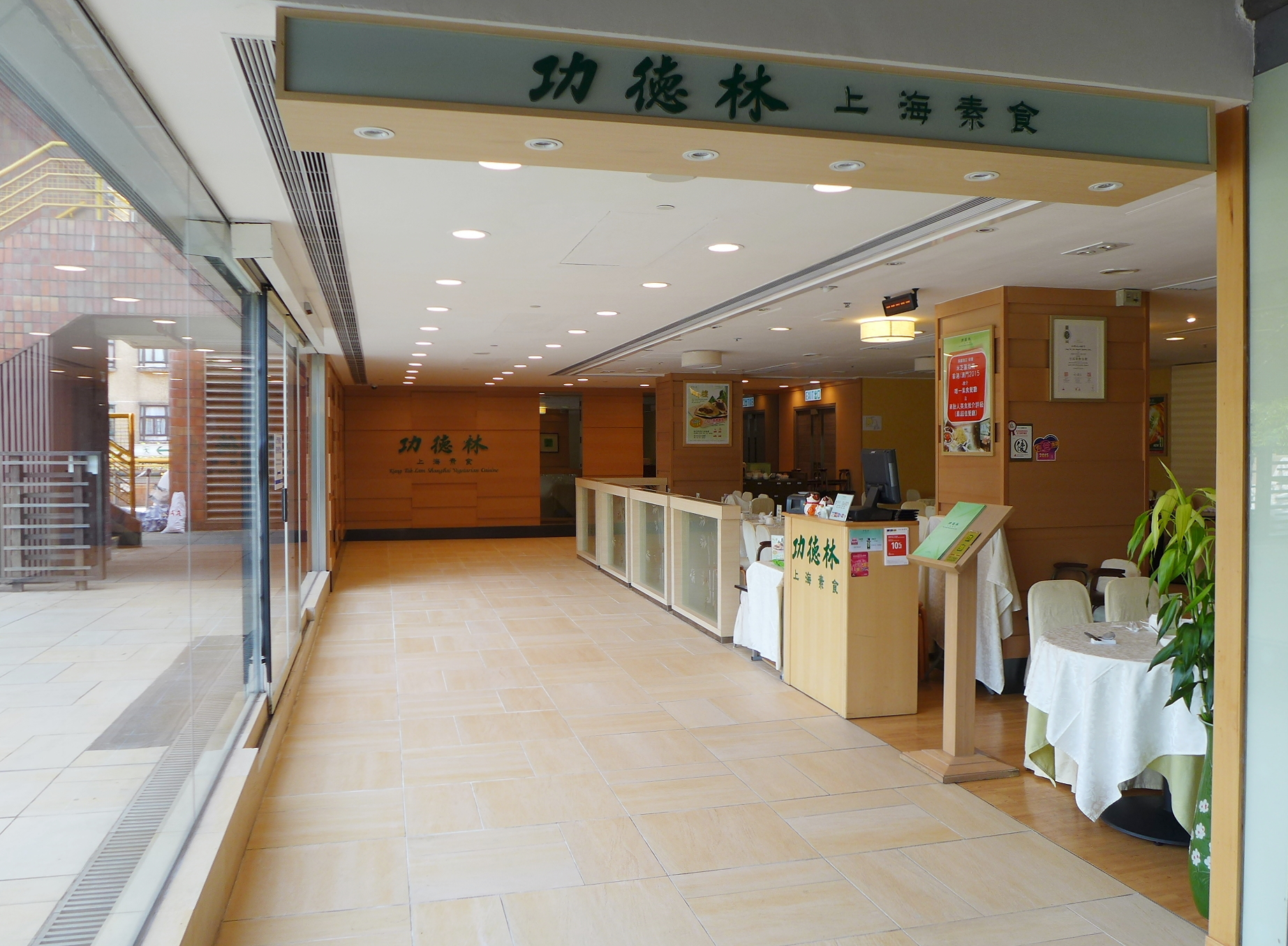
位於沙田新城市廣場的功德林上海素食

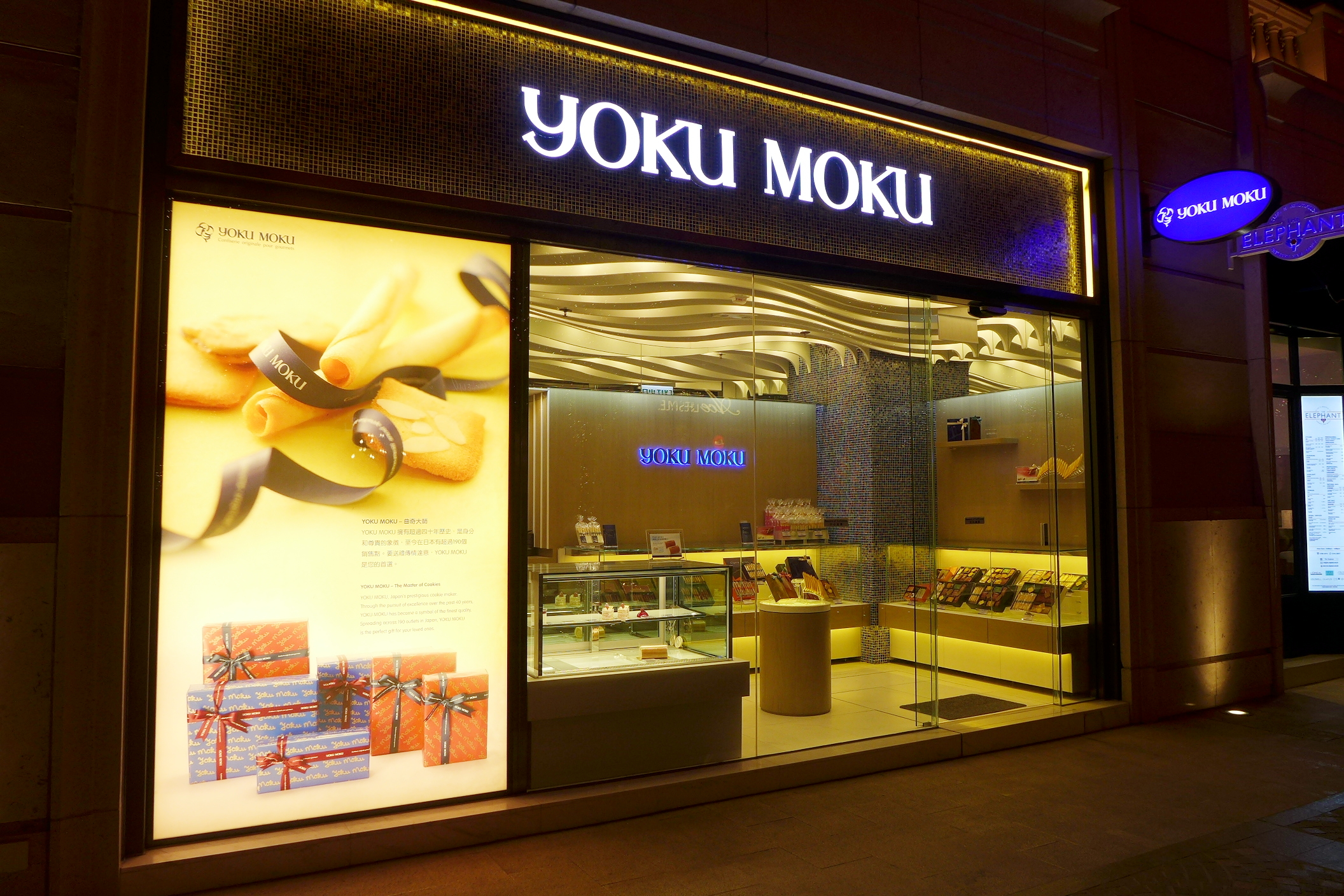
位於灣仔利東街的YOKU MOKU曲奇餅店

四洲集團（港交所：0374），是一家主要從事食品業務的香港投資控股公司。
四洲集團的產品類別包括奶粉、牛奶、餅乾、蛋糕、糖果、朱古力、零食、即食麵、雪糕、健康食品、飲品、酒類、醬油調味料、火腿、香腸及肉類，海產類，蔬菜類等製品。除生產及銷售「四洲」品牌外，食品代理業務乃主要業務之一。
在香港及內地設有 20 間廠房，生產不同種類的食品，並且代理來自三十多個國家約 5,000 種不同類型的產品。 
四洲集團有限公司董事會主席是戴德豐，董事總經理是胡美容，主要股東為機構投資者，股東亦包括利氏家族，共佔發行股票的七成。註冊地為開曼群島，香港總部位於香港新界西貢康定路1號四洲集團大廈。2017年四洲集團將上址以3.68億元售予鄧成波家族。
四洲集團代理及生產食品，包括「四洲大碗麵」（已停產）。分銷網絡包括超級市場、便利店、百貨公司、快餐店、批發商、零售商、食肆、酒店、酒吧及航空公司，亦在香港開設不同的食品零售專門店及餐廳，包括香港的Calbee PLUS、「零食物語」日本零食專門店、「YOKU MOKU曲奇餅店」、「Blue Brick Bistro」、「四季悅日本料理」、「功德林上海素食」。
2019年11月，四洲集團以1萬日圓收購日本零食糖果分銷商宮田控股15%股權。
2020年3月，四洲集團以1千日圓增持宮田控股股權至70%。2021年10月，四洲集團再以1千日圓增持宮田控股股權至100%。

## 食品代理業務
集團的食品代理業務包括搜羅不同食品品牌，來自日本、中國、韓國、馬來西亞、印尼、泰國、菲律賓、澳洲、新西蘭、英國、愛爾蘭、法國、德國、荷蘭、比利時、南非及美國；食品種類則涵蓋零食、奶粉、健康食品、飲品、醬油、調味料、火腿及香腸等。 

## 食品製造業務
除了代理進口食品，集團同時以自家品牌名義生產食品。旗下20間廠房進行生產，取得 「HACCP」、「ISO 9001」和「ISO 22000」系統認證及「香港Q嘜優質產品認證證書」。 

## 零售及餐飲業務
集團在零售及餐飲業務方面，2015年引入Blue Brick Bistro by YOKU MOKU高級西餐廳，是YOKU MOKU於日本以外首家餐廳分店，更引入日本著名零食品牌卡樂B於日本經營之零售連鎖專門店Calbee PLUS，於香港開設首家Calbee PLUS概念零食店，也是卡樂B於日本海外第一間Calbee PLUS分店。集團的其他零售專門店，包括「零食物語」日本零食專門店及YOKU MOKU曲奇餅店。
餐飲業務方面，集團的中、日式食肆包括於香港經營的「四季悅」日本料理、「功德林」上海素食、「大阪王將」日式餃子店、「玖子貴」薩摩魚餅及「Suage」北海道湯咖喱，國內有位於中國廣州市的「泮溪」園林酒家、「喫茶屋」日式餐廳及「壽司皇」日本迴轉壽司餐廳等。 
- 2009年3月14日，四洲集團以1.35億元悉售百佳香港49%權益予合作方百佳日本，料可確認出售收益8270.5 萬元。集團同時斥資2988.3萬元向百佳日本收購從事製造飲料及食品業務的百佳四洲蘇州 70%權益，成為全資附屬公司 。百佳香港在港澳區經營Pokka Cafe、丼吉日本吉列專門店Tonkichi、魅碗等食肆。同年4月28日收購大阪王將91％股權。

- 2015年，購入一家學校飯盒及小賣部服務供應商美利飲食服務有限公司，該公司擁有ISO 22000及HACCP認證，其位於新界屯門的中央廚房食品生產基地。

- 2018年，集團於油麻地家樂坊開設首間「無人零食物語」體驗店，限期20日，使用射頻識別（RFID）技術簡化購物程序。[5]

- 2024年，集團與日本串燒連鎖店「鳥貴族」簽訂許可協議成為香港的營運商，首間香港分店於同年12月16日在新界屯門的屯門市廣場一期1樓開業。

## 資產
- 廣州明治製菓30%
- 旺旺四洲有限公司30%
- 百佳四洲（蘇州）100%
- 卡樂B四洲50%
- 駿發（惠州）餅乾廠96.80%
- 吉百利四洲有限公司（30%）
- 牛仔食品有限公司
- 香港火腿廠控股有限公司
- 美奇思麵包西餅有限公司
- 宮田株式会社

## 参見
- 無綫電視節目列表
- 四洲品牌產品
- 香港賀歲煙花匯演
- 2006年度香港名牌

## 賀歲煙花
四洲集團在2001、2002及2003年冧莊舉辦蛇年、馬年、及羊年的賀歲煙花匯演。該集團僅次於理文造紙集團。